# Кральовогольські Татри
Кральовогольські Та́три (Kráľovohoľské Tatry) — гірський масив в Словаччині; геоморфологічна підодиниця масиву Низькі Татри. Найвища точка — гора Кральова-Голя (1946 метрів). Місце розташування — Банськобистрицький край.
Протікає річка Червенец.